# تاریخ انگلستان جدید آکسفورد
تاریخ انگلستان جدید آکسفورد (انگلیسی: New Oxford History of England) مجموعه‌ای از کتاب‌ها درباره تاریخ بریتانیا است. نگارش این مجموعه در سال ۱۹۹۲ آغاز و تا سال ۲۰۱۰ ادامه یافت و در نهایت در ۱۱ مجلد منتشر شد. این مجموعه، جایگزین تاریخ آکسفورد انگلستان مر بوط به سال‌های ۱۹۳۴ تا ۱۹۸۶ است.